# Альган
Альга́н (фр. и окс. Algans) — коммуна во Франции, находится в регионе Юг — Пиренеи. Департамент — Тарн. Входит в состав кантона Лавор-Кокань. Округ коммуны — Кастр.
Код INSEE коммуны — 81006.

## География

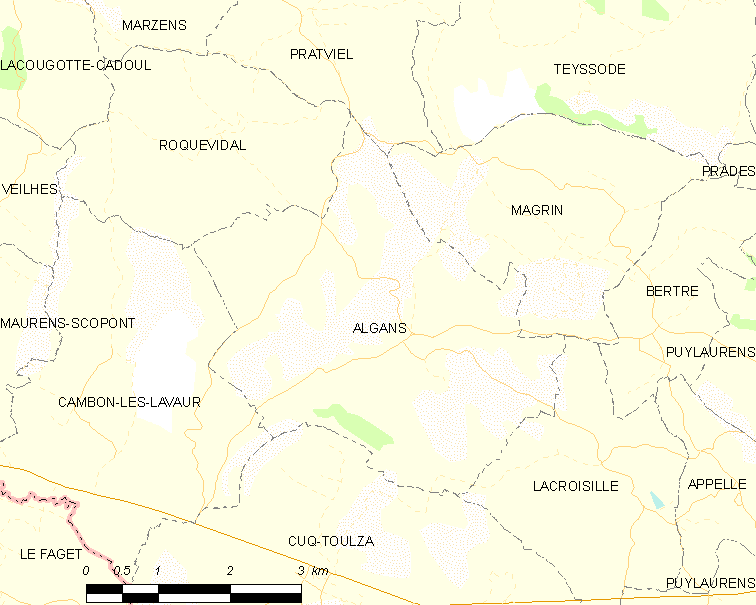
Карта коммуны

Коммуна расположена приблизительно в 590 км к югу от Парижа, в 37 км восточнее Тулузы, в 45 км к юго-западу от Альби.

## Климат
Климат умеренно-океанический. Зима мягкая и дождливая, лето жаркое с частыми грозами. Ветры довольно редки.

## История
22 ноября 1829 года по указу короля Карла X к коммуне Альган была присоединена коммуна Ластан (фр. Lastens).

## Население
Население коммуны на 2010 год составляло 212 человек.
| 1962 | 1968 | 1975 | 1982 | 1990 | 1999 | 2010 |
| ---- | ---- | ---- | ---- | ---- | ---- | ---- |
| 270  | 217  | 171  | 161  | 176  | 200  | 212  |

## Администрация
| Период | Период | Фамилия        | Партия | Примечания                               |
| ------ | ------ | -------------- | ------ | ---------------------------------------- |
| 1977   | 1995   | Эмиль Сабартес |        |                                          |
| 1995   | 2001   | Феликс Брандо  |        |                                          |
| 2001   | 2020   | Кристиан Ма    |        | президент сообщества коммун Пе-де-Кокань |

## Экономика
В 2007 году среди 142 человек в трудоспособном возрасте (15—64 лет) 112 были экономически активными, 30 — неактивными (показатель активности — 78,9 %, в 1999 году было 79,1 %). Из 112 активных работали 103 человека (55 мужчин и 48 женщин), безработных было 9 (5 мужчин и 4 женщины). Среди 30 неактивных 16 человек были учениками или студентами, 9 — пенсионерами, 5 были неактивными по другим причинам.